# Новоселівська сільська рада (Пологівський район)
| Новоселівська сільська рада — колишній орган місцевого самоврядування у Пологівському районі Запорізької області з адміністративним центром у с. Новоселівка. Водоймища на території, підпорядкованій даній раді: р. Гайчур. Сільській раді підпорядковані населені пункти: - с. Новоселівка - с. Межиріч - с. Шевченка |

## Склад ради
Рада складається з 15 депутатів та голови.

### Керівний склад ради
| ПІБ                           | Основні відомості                                                                  | Дата обрання | Дата звільнення |
| ----------------------------- | ---------------------------------------------------------------------------------- | ------------ | --------------- |
| Гах Дмитро Артемович          | Сільський голова, 1947 року народження, освіта, член Соціалістичної партії України | 26.03.2006   | 25.10.2006      |
| Косьмина Володимир Васильович | Сільський голова, 1964 року народження, освіта, член Партії регіонів               | 04.03.2007   | 31.10.2010      |
| Косьмина Володимир Васильович | Сільський голова, 1964 року народження, освіта вища, член Партії регіонів          | 31.10.2010   |                 |

Примітка: таблиця складена за даними джерела